# Палисејдс Парк (Њу Џерзи)
Палисејдс Парк (енгл. Palisades Park) град је у америчкој савезној држави Њу Џерзи.

## Демографија
По попису из 2010. године број становника је 19.622, што је 2.549 (14,9%) становника више него 2000. године.
| Група             | 2000.         | 2010.          |
| Белци             | 6.668 (39,1%) | 4.213 (21,5%)  |
| Афроамериканци    | 235 (1,4%)    | 385 (2,0%)     |
| Азијати           | 7.016 (41,1%) | 11.350 (57,8%) |
| Хиспаноамериканци | 2.813 (16,5%) | 3.575 (18,2%)  |
| Укупно            | 17.073        | 19.622         |